# Zeche Brooketon

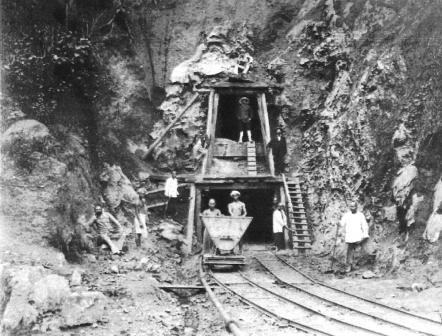
Die Muara Coal Mine gegen Ende des 19. Jahrhunderts

Die Zeche Brooketon oder Muara Coal Mine war ein Steinkohlenbergwerk in Brunei. Der Betrieb ist seit 1924 eingestellt und das Gelände befindet sich in einem Stadium natürlicher Rekultivierung, d. h. teilweise durch Sekundärwald überwachsen.

## Standort
Die Zeche Brooketon befindet sich im Verwaltungsbezirk Serasa, nördlich der Einmündung der Jalan Muara in den Muara Tutong Highway, etwa zweieinhalb Kilometer vom Zentrum Muaras entfernt.

## Geschichte
Steinkohle wurde erstmals 1837 in Serai Pimping, in der Nähe von Muara entdeckt. Die nach ihrem Standort benannte Muara coal mine wurde ab 1883 kommerziell abgebaut, als William Clarke Cowie die Konzession für eine Zahlung von 1.200 Straits-Dollar pro Jahr erwarb. Später verkaufte Cowie seine Rechte an Raja Charles Brooke, der den Platz kurzerhand in Brooketon (Brooke Town) umbenannte. Zwischen 1889 und 1924 gehörte die Lagerstätte der Regierung von Sarawak unter Raja Charles Brooke. Die jährlichen Kohleexporte schwankten zwischen 10.000 und 25.000 Tonnen. In den 33 Jahren des Bestehens der Kohlengrube wurden mehr als 650.000 Tonnen Kohle exportiert. Während die Kohle anfangs noch im Tagebau abgebaut wurde, ging man wegen der besseren Ausbeute später zum Tiefbau über.
Die Zeche Brooketon profitierte von ihrer strategisch günstigen Lage in der Nähe des sicheren Tiefwasserhafens von Muara. Die Kohle wurde vom zweieinhalb Kilometer entfernten Grubengelände mit einer Eisenbahn dorthin gebracht. Diese Schienenstrecke existiert jedoch heute nicht mehr.
Obwohl Brooke ursprünglich nur mit wirtschaftlichen Rechten ausgestattet war, wurde er bald auch der politische Herrscher des Gebiets. In den Kohlegruben arbeiteten Hunderte von Bergleuten und machten die Stationierung von Polizeikräften, den Bau eines Postamts und die Errichtung einer Infrastruktur notwendig, die Muara zu einer Art extraterritorialem Anhängsel von Sarawak machten. Erst 1921 wurde Muara an Brunei zurückgegeben.
Die Weltwirtschaftskrise besiegelte das Ende der Kohleförderung: Die Zeche Brooketon wurde 1924 nach schweren finanziellen Verlusten infolge sinkender Kohlepreise auf dem Weltmarkt stillgelegt. Nur einmal noch, während der Besetzung durch die Japaner im Zweiten Weltkrieg, wurde sie für eine kurze Zeit wiedereröffnet, aber die Kohle wurde nur für die sofortige Verwendung vor Ort abgebaut.

## Die Zeche heute
Von der Zeche Brooketon sind heute lediglich zugewachsene Bahngleise, Lokomotiven, Schachtöffnungen und ein aufgegebener Morris Minor erhalten.
Das Museumsamt von Brunei plant, die 62 Hektar historischen Grubengeländes in ein Museumsgelände umzuwandeln, um damit den Ökotourismus von Brunei zu unterstützen. Derzeit ist die ehemalige Lagerstätte bereits unter dem Antiquities and Treasure Trove Act of Brunei Darussalam unter Schutz gestellt.